# Sloophamer (telefilm)
Sloophamer is een Nederlandse Telefilm die in 2003 voor de KRO werd gemaakt.
Het scenario is geschreven door Dick van den Heuvel en de film is geregisseerd door Ger Poppelaars. Onder dezelfde titel en met ongeveer hetzelfde verhaal schreef hij eerder voor De Berini's een theatervoorstelling. Frits Lambrechts kreeg voor zijn rol van Dirk een Gouden Beeld, de hoogste onderscheiding voor tv-drama in Nederland.

## Verhaal
Dirk van den Berg lijkt zich te verschansen in zijn woning. Slopers zijn bezig een hele wijk neer te halen. Maar Dirk laat zich niet zomaar uit zijn woning zetten. Langzaamaan wordt duidelijk dat ook bij Dirk het een en ander "gesloopt" is. Blijkbaar woont hij niet meer thuis, maar in een verpleegtehuis voor demente bejaarden. Als hij daaruit wegloopt - omdat het verplegend personeel hem een hele dag in zijn plas heeft laten zitten - raakt zijn vrouw Annie (die intussen in een buitenwijk woont) in paniek. Uiteindelijk begrijpt ze dat hij terug is gegaan naar zijn oude huis, dat inderdaad op de nominatie staat om gesloopt te worden. Alleen krijgt ze hem daar niet weg, want Dirk laat zich niet slopen. Werkelijkheid en dat wat er in Dirks geest omgaat, beginnen dan langzaam door elkaar heen te lopen. Maar hoe het ook zij: Dirk komt uiteindelijk als overwinnaar uit de strijd.

## Rolverdeling
- Frits Lambrechts, als Dirk van den Berg
- Marjolein Meijers, als Annie van den Berg
- Jaap Maarleveld, als Jaap van den Berg
- Cees Geel, als Sjon de Zwaan
- Hedy Wiegner, als buuf
- Paul van Soest